# Tratatul de la Londra (1913)
Tratatul de la Londra a fost semnat la 30 mai 1913 și a consfințit unele schimbări teritoriale rezultate în urma Primului Război Balcanic.

## Istorie
Cele două părți semnatare au fost Liga Balcanică (Serbia, Grecia, Bulgaria și Muntenegru), ieșită victorioasă, respectiv partea învinsă, Imperiul Otoman. Marile Puteri erau reprezentate de Regatul Unit, Germania, Rusia, Austro-Ungaria și Italia.
Ostilitățile au încetat la 2 decembrie 1912. Au fost disputate trei aspecte:
- statutul teritoriului Albaniei actuale, a cărui mare majoritate a fost ocupat de Serbia, Muntenegru și Grecia
- statutul sangeacului Novi Pazar aflat oficial sub protecția Austro-Ungariei de la Tratatul de la Berlin din 1878
- statutul altor teritorii ocupate de aliați: Kosovo; Macedonia și Tracia

Tratatul a fost negociat la Londra într-o conferință internațională deschisă în decembrie 1912, în urma declarației de independență a Albaniei, de la 28 noiembrie 1912.
Austro-Ungaria și Italia susțineau ferm înființarea unei Albanii independente. În parte, aceasta era consistentă cu politica austro-ungară anterioară de rezistență față de expansiunea sârbă către Adriatica; Italia avea și ea interese în teritoriu, pe care avea să și le manifeste în 1939. Rusia susținea Serbia și Muntenegrul. Germania și Regatul Unit erau neutre. Echilibrul puterilor din Liga Balcanică se stabilise sub premisa că Albania avea să fie un teritoriu cucerit pe care învingătoarele îl vor împărți între ele.

## Termenii
Marile Puteri au impus următorii termeni:
- Albania este recunoscută ca stat independent, iar Serbia, Muntenegru și Grecia sunt obligate să-și retragă trupele de pe teritoriul său.
- Vilaietul Kosovo urma să se împartă între Serbia, Muntenegru și Albania. În cadrul acestei entități era inclus și fostul sangeac Novi Pazar care a fost împărțit între Serbia și Muntenegru.
- Bulgaria a primit Tracia, la nord de linie dintre Enos și Marea Egee și Midia la Marea Neagră.
- Nu s-a luat o hotărâre clară privind împărțirea restului teritoriului Macedoniei (cu excepția regiunilor de pe teritoriul provinciei otomane Kosovo, cum ar fi Skopje, Veles și Kumanovo) din cauza neînțelegerilor dintre aliați.

Ca urmare a deficiențelor Tratatului de la Londra, între semnatari a izbucnit al Doilea Război Balcanic în iunie 1913. S-a ajuns apoi la un acord final de pace consfințit prin tratatul de la București de la 12 august 1913.
Delimitarea teritoriului noului stat independent albanez în conformitate cu Protocolul de la Florența (17 decembrie 1913) a fost deosebit de nepopular în rândul populației grecești din sudul Albaniei (Epirul de Nord), care, după o revoltă, au reușit să declare autonomia unui teritoriu denumit de ei Republica Autonomă a Epirului de Nord, care a fost recunoscută pe plan internațional ca regiune autonomă pe teritoriul Albaniei, în conformitate cu Protocolul de la Corfu.